# Фридрих Август II (Олденбург, велик херцог)
Фридрих Август II фон Олденбург (на немски: Friedrich August II, Großherzog von Oldenburg; * 16 ноември 1852, Олденбург; † 24 февруари 1931, Растеде) е последният управляващ велик херцог на Олденбург (1900 – 1918), пруски генерал на кавалерията (27 януари 1900) и германски адмирал. На 11 ноември 1918 г. той напуска трона.

## Биография
Той е големият син на велик херцог Петер II фон Олденбург (1827 – 1900) и принцеса Елизабет фон Саксония-Алтенбург (1826 – 1896), дъщеря на херцог Йозеф фон Саксония-Алтенбург (1789 – 1868) и херцогиня Амалия фон Вюртемберг (1799 – 1848).
С по-малкия му брат Георг Лудвиг (1855 – 1939) са възпитавани от 1861 г. от по-късния баварски генерал Ото фон Парзевал (1827 – 1901). Фридрих Август следва в университетите в Бон, Страсбург и Лайпциг. След това седем месеца пътува в Мала Азия, Палестина, Египет и Италия. Управлението му започва със смъртта на баща му на 13 юни 1900 г. Той се интересува от мореплаването. Император Вилхелм II го прави адмирал на императорската марина.
Фридрих Август построява (1894 – 1896) за първата си съпруга „палата Елизабет-Анна“ в Олденбург, която умира по време на строежа.
През ноемврийската революция и прекратяването на монархията в Германия той напуска на 11 ноември 1918 г. и се оттегля в дворец Растеде.
Фридрих Август фон Олденбург умира на 78 години на 24 февруари 1931 г. в Растеде.

## Фамилия
Първи брак: на 18 февруари 1878 г. в Берлин с принцеса Елизабет Анна Пруска (* 8 февруари 1857, Потсдам; † 28 август 1895, дворец Адолфсек близо до Фулда), правнучка на пруския крал Фридрих Вилхелм III (1770 – 1840), дъщеря на „червения принц“ Фридрих Карл Пруски (1828 – 1885) и принцеса Мария Анна фон Анхалт-Десау (1837 – 1906). Те имат три деца:
- София Шарлота (* 2 февруари 1879, Олденбург; † 29 март 1964, Вестерщеде, Олденбург), омъжена I. на 27 февруари 1906 г. в Берлин (развод на 20 октомври 1926 в Потсдам) за принц Айтел Фридрих Пруски (* 7 юли 1883; † 8 декември 1942), син на германския император и пруски крал Вилхелм II (1859 – 1941), II. на 24 ноември 1927 г. в Растеде, Олденбург, за Харалд фон Хедеман (* 22 септември 1887; † 12 юни 1951)
- син (*/† 28 юни 1880)
- Маргарета (* 13 октомври 1881, Олденбург; † 20 февруари 1882, Олденбург)

Втори брак: на 24 октомври 1896 г. в Шверин с принцеса Елизабет Александрина фон Мекленбург-Шверин (* 10 август 1869, Лудвигслуст; † 3 септември 1955, Бад Шаумбург), дъщеря на велик херцог Фридрих Франц II фон Мекленбург-Шверин (1823 – 1883) и принцеса Мария Каролина фон Шварцбург-Рудолщат (1850 – 1922). Те имат пет деца:
- Николаус Фридрих Вилхелм (* 10 август 1897, Олденбург; † 3 април 1970, Растеде), последният наследствен велик херцог на Олденбург, женен I. на 26 октомври 1921 г. в Аролзен за принцеса Хелена фон Валдек-Пирмонт (* 22 декември 1899; † 18 февруари 1948), II. на 20 септември 1950 г. в Гюлденщайн за Анна-Мари фон Шуцбар-Милхлинг (* 3 юли 1903; † 1 януари 1991); има от първия брак девет деца
- Фридрих Август (*/† 25 март 1900, Олденбург)
- Александрина (*/† 25 март 1900, Олденбург)
- Ингеборг Аликс (* 20 юли 1901, Олденбург; † 10 януари 1996, Бинебек при Дамп), омъжена на 4 юни 1921 г. в Растеде за принц Стефан Александер Виктор фон Шаумбург-Липе (* 21 юни 1891; † 10 февруари 1965), син на княз Георг фон Шаумбург-Липе (1846 – 1911) и принцеса Мария Анна фон Саксония-Алтенбург (1864 – 1918)
- Алтбург Мария Матилда Олга (* 19 май 1903, Олденбург; † 16 юни 2001, дворец Аролзен), омяжена на 25 август 1922 г. в Растеде за княз Йосиас фон Валдек-Пирмонт (* 13 май 1896; † 30 ноември 1967), син на последния княз Фридрих фон Валдек-Пирмонт (1865 – 1946) и принцеса Батилдис фон Шаумбург-Липе (1873 – 1962)

- Елизабет Анна Пруска
- Елизабет фон Мекленбург-Шверин